# Ludwig Kalisch

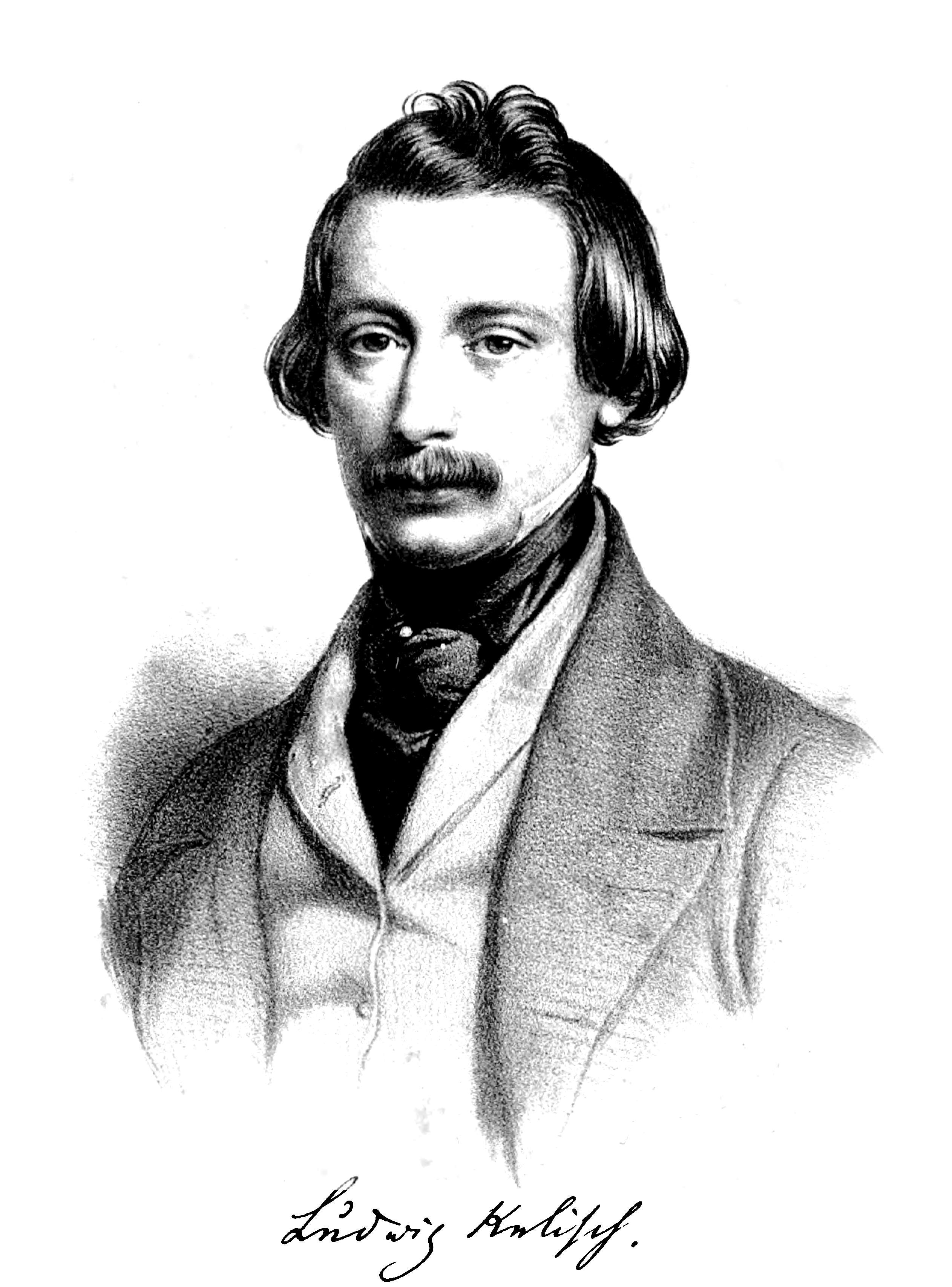
Ludwig Kalisch. Buchillustration von M. Alostre 1851.

Ludwig Kalisch (geboren am 7. September 1814 in Lissa (heute Leszno); gestorben am 2. oder 3. März 1882 in Paris) war ein deutscher Schriftsteller. Pseudonym: Ludwig Lischka.

## Leben
Mütterlicherseits war Kalisch mit Moses Kalischer, einem der Weisen Lissas, verwandt. 1826 verließ Kalisch seine Vaterstadt und studierte drei Jahre in Glogau. Anschließend reiste er durch Deutschland und hielt sich weitere drei Jahre in Frankreich auf. Hiervon zurück immatrikulierte er sich 1835 in Heidelberg für ein Medizinstudium; später wechselte er nach München. 
1838 ließ er sich in Bingen, zwei Jahre später in Mainz als Sprachlehrer für Englisch und Italienisch nieder. 1847 promovierte er zum Dr. phil. in absentia an der Universität Gießen. Er war Herausgeber und einziger Autor der Karnevalszeitschrift Narhalla, deren wichtigste Aufgabe es war, Feudalismus und Zensur bloßzustellen. Im Revolutionsjahr gründete er die Sonntagszeitung Der Demokrat und den Arbeiterbildungsverein in Mainz. Er war Mitglied des „Demokratischen Vereins“ in Mainz, dem Paul Stumpf vorstand und vertrat darin frühe sozialistische Überzeugungen. Im Mai (bis Juni) 1849 war Kalisch Mitglied der provisorischen Regierung der Pfalz und wurde nach Niederschlagung der revolutionären Bewegung am 31. Oktober 1851 in Zweibrücken in Abwesenheit zum Tode verurteilt. Seit demselben Jahr lebte Kalisch in Paris und London als Journalist. In Großbritannien war er auch zeitweilig Hauslehrer im Hause von Louise von Rothschild. Nach 1871 setzte sich Kalisch verstärkt für die Aussöhnung zwischen Frankreich und Deutschland ein. Eine weitere große Aufgabe sah Kalisch in der Verständigung und Aussöhnung zwischen Juden und Nichtjuden. Zu Kalischs Publikationsorganen zählte die auflagenstarke Gartenlaube.
Am 2. oder 3. März 1882 starb Ludwig Kalisch in Paris. er nutzte bei seinen Werken das Pseudonym Ludwig Lischka.

## Werke
- Barbiton oder Stunden der Muse. Oßwald, Heidelberg 1836.
- Redakteur: Narrhalla. Mainzer Carnevals-Zeitung. Ein Organ für die Mainzer Carnevalsbestrebungen. Wirth, Mainz 1843–1848.
- Das Buch der Narrheit. Wirth, Mainz 1845.Digitalisat
- Schlagschatten. Johann Wirth, Mainz 1845 MDZ Reader
  - Schlagschatten. Humoristische Aufsätze. Neue Ausgabe mit einem Bildniß des Verfassers. J. G. Wirth Sohn, Mainz 1851 Digitalisat
- Poetische Erzählungen. Friedrich'sche Verlagsbuchhandlung, Siegen, Wiesbaden 1845.
- Die Wage der Gerechtigkeit. Lustspiel in 5 Akten. Als Bühnen-Manuskript gedruckt 1846.
- Dilettanten. Satire. In: Fliegende Blätter, Band 2, Heft 26, S. 9–13. 1846.[4]
- Lose Hefte. Wigand, Leipzig 1847.
  - Erstes Heft MDZ Reader
  - Zweites Heft MDZ Reader
- Hrsg.: Der Demokrat. Mainz. Nr. 1. April 1848 bis Juli 1849.
- Shrapnels. Literarische Anstalt, Frankfurt am Main 1849. Digitalisat
- Allgemeine Heulerbibliothek. Im Verein mit mehreren berühmten Heulern herausgegeben von Ludwig Kalisch. Literarische Anstalt (J. Rütten.), Frankfurt am Main 1849.
- Redakteur: Der Bote für Stadt und Land. Pfälzisches Volksblatt. Kaiserslautern Mai bis Juni 1849.
  - I. Heulerbrevier Digitalisat
- Paris und London. 2 Bände. Literarische Anstalt, Frankfurt am Main 1851.
  - Erster Band MDZ Reader
  - Zweiter Band MDZ Reader
- Discours prononcé au Festival de Schiller. Aubusson et Kugelmann, Paris 1859. MDZ Reader
- Orpheus in der Unterwelt. Burleske Oper in zwei Acten und vier Bildern von Hector Cremieux. Musik von J. Offenbach. Bote und Bock, Berlin 1860. Digitalisierung und Erschließung der Librettosammlung Her der Bayerischen Staatsbibliothek
- Perichole, die Straßensängerin. Operette in 3 Abtheilungenvon Meilhac und Halévy. Deutsch von L. Kalisch. Musik von Jacques Offenbach. Bote & Bock, Berlin 1870. Digitalisierung und Erschließung der Librettosammlung Her der Bayerischen Staatsbibliothek
- Heitere Stunden. Novellen und Erzählungen. 2 Bände. Hoffmann, Berlin 1872.
  - Erster Band MDZ Reader
  - Zweiter Band MDZ Reader
- Bilder aus meiner Knabenzeit. Ernst Keil, Leipzig 1872. MDZ Reader
- Gebunden und Ungebunden. Braun & Schneider, München 1876. (Neu hrsg. von Stefan Neuhaus. Wehrhahn, Hannover-Laatzen 2004. ISBN 3-86525-301-6.)

- Pariser Leben. Bilder und Skizzen. Zabern, Mainz 1880.